# Église Saint-Martin de Bessay-sur-Allier
L'église Saint-Martin est une église catholique située à Bessay-sur-Allier, en France.

## Localisation
L'église est située dans le département français de l'Allier, sur la commune de Bessay-sur-Allier.

## Historique
Guillaume Ier de Bourbon, fils d'Archambaud VIII de Bourbon et de Béatrix de Montluçon, époux d'Isabeau de Courtenay, était seigneur de Bessay. Il est mort le 15 novembre 1288 et a été enterré dans l'église Saint-Martin. Sa dalle funéraire a disparu, mais le dessin en a été conservé par Clairambault.
L'édifice est classé au titre des monuments historiques en 1910.